# Jacques-Armand Dupin de Chenonceaux
Pour les articles homonymes, voir Dupin.
Jacques-Armand Dupin, dit Dupin de Chenonceaux, né à Paris le 3 mars 1727 et mort à Port-Louis dans l'Île de France le 3 mai 1767, est une personnalité du XVIIIe siècle français.

## Biographie
Jacques-Armand Dupin de Chenonceaux est né le 3 mars 1727 à Paris, paroisse Saint-Paul. Il est le fils du fermier général Claude Dupin (1686-1769) et de sa seconde épouse, Louise de Fontaine (1706-1799). Jacques-Armand Dupin se fait appeler « Dupin de Chenonceaux » par référence au château de Chenonceau, acquis par ses parents le 9 juin 1733. Le château s'orthographiait alors comme le village, c'est-à-dire avec un « x ».
Le 9 octobre 1749 à Paris en l'Église Saint-Sulpice, il épouse Louise-Alexandrine-Julie de Rochechouart-Pontville. Elle lui donne un fils, Claude Sophie Dupin dit « Dupin de Rochefort » (né en 1751), capitaine au régiment de Jarnac Dragons, mais qui marié à Anne-Jeanne-Sophie de Serre de Saint Roman le 8 février 1780 en l'Église Saint-Eustache, meurt sans postérité à Chenonceau, le 18 septembre 1788 dans sa trente-huitième année.

Dupin de Chenonceaux est un mauvais sujet, dont Jean-Jacques Rousseau blâme l'inconduite dans son ouvrage, Les Confessions :

« Je passai ces huit jours dans un supplice que le plaisir d'obéir à madame Dupin pouvait seul me rendre souffrable ; car le pauvre Chenonceaux avait dès lors cette mauvaise tête qui a failli déshonorer sa famille, et qui l'a fait mourir dans l'île de Bourbon. Pendant que je fus auprès de lui, je l'empêchai de faire du mal à lui-même ou à d'autres, et voilà tout : encore ne fut-ce pas une médiocre peine, et je ne m’en serais pas chargé huit autres jours de plus, quand madame Dupin se serait donnée à moi pour récompense. »

Jacques-Armand accumule d'énormes dettes de jeu dont l'une oblige son père pour l'honorer, à vendre plusieurs de ses biens en 1750. Les écarts de leur fils unique qui se livre également à des spéculations risquées, se poursuivent. Claude Dupin est obligé de faire appel à la justice. Jacques-Armand est envoyé dans la Maison des religieuses de Charenton où il s'échappe en 1762. Il gagne la Hollande et poursuit sa mauvaise vie à Amsterdam. Placé sous la tutelle de son père, Jacques-Armand est extradé de Hollande. Arrêté, il est enfermé à la forteresse de Pierre Encise près de Lyon par une lettre de cachet, sous prétexte de folie. Par crainte d'une nouvelle évasion ou d'un suicide, ses parents le font sortir et décident de l'exiler le 26 octobre 1765 pour ses inconduites à l'Île de France, où il meurt de la fièvre jaune le 3 mai 1767 à la paroisse Saint-Louis de Port-Louis. 
Avant d'embarquer à bord du « Comte d'Artois », navire marchand de la Compagnie des Indes orientales, il aurait confié à sa mère une fille illégitime, Marie-Thérèse Adam (Paris, 1755 - Chenonceaux, 1836) qui deviendra plus tard l'épouse du médecin Pierre Bretonneau.

## Documents

### Contrat de mariage
Contrat de mariage (extraits) entre Jacques-Armand Dupin de Chenonceaux (1727-1767) et Julie de Rochechouart-Pontville (1730-1797), le 8 octobre 1749 chez Me Claude Aleaume, notaire à Paris. 
La dernière page de cet acte notarié comporte des signatures prestigieuses dont celles de : Louise-Anne de Bourbon-Condé, Fontenelle, Claude Dupin, Louise Marie Magdeleine Guillaume de Fontaine, Jacques-Armand Dupin de Chenonceaux, Julie de Rochechouart-Pontville, Louis Dupin de Francueil ainsi que la plupart des membres de la famille de Rochechouart.
Pour la famille de Rochechouart, la mésalliance de Julie de Rochechouart-Pontville et qui deviendra une amie de Jean-Jacques Rousseau, était une honte et fait scandale.

Contrat de mariage entre Jacques-Armand Dupin de Chenonceaux et Julie de Rochechouart-Pontville en 1749.
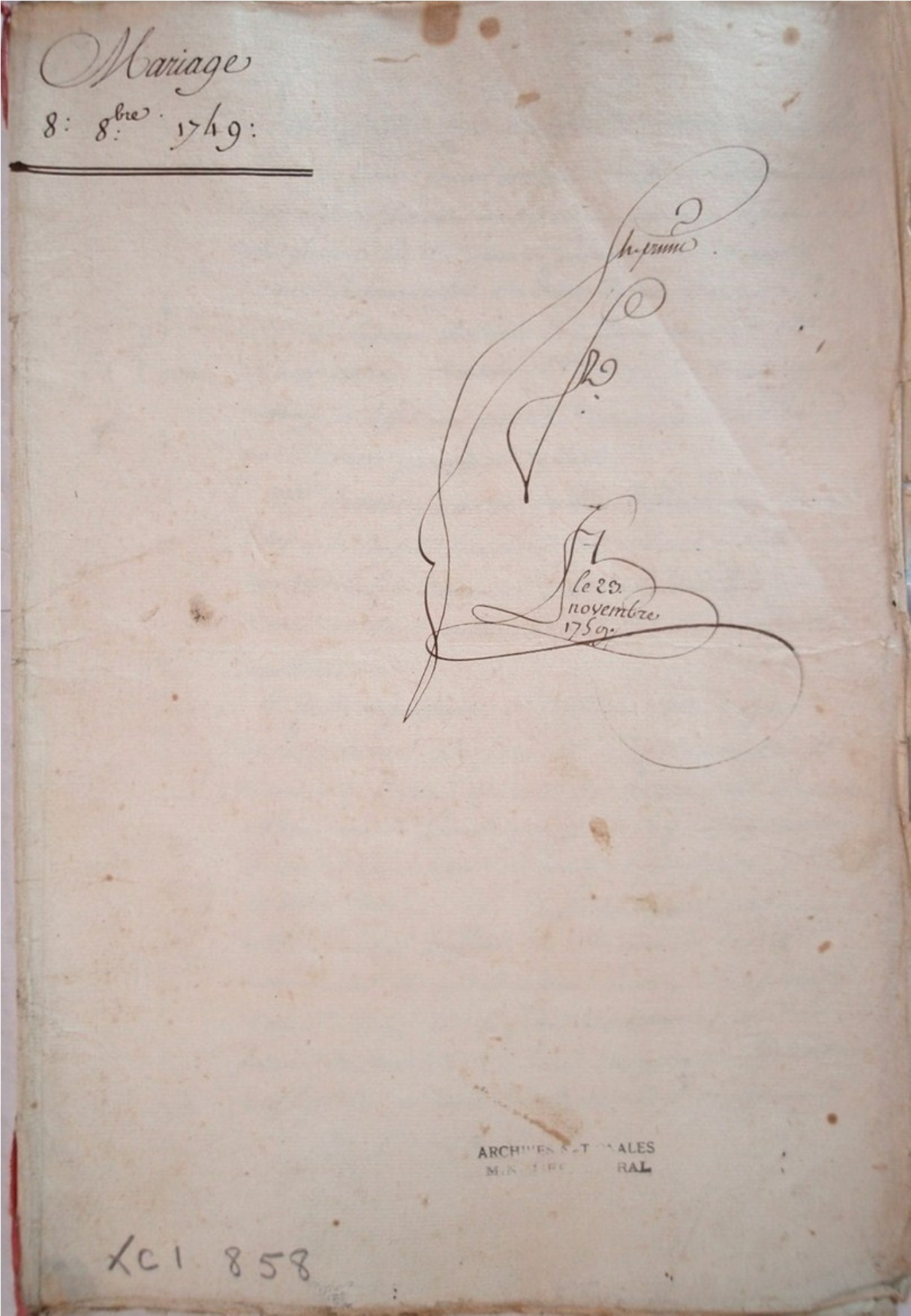
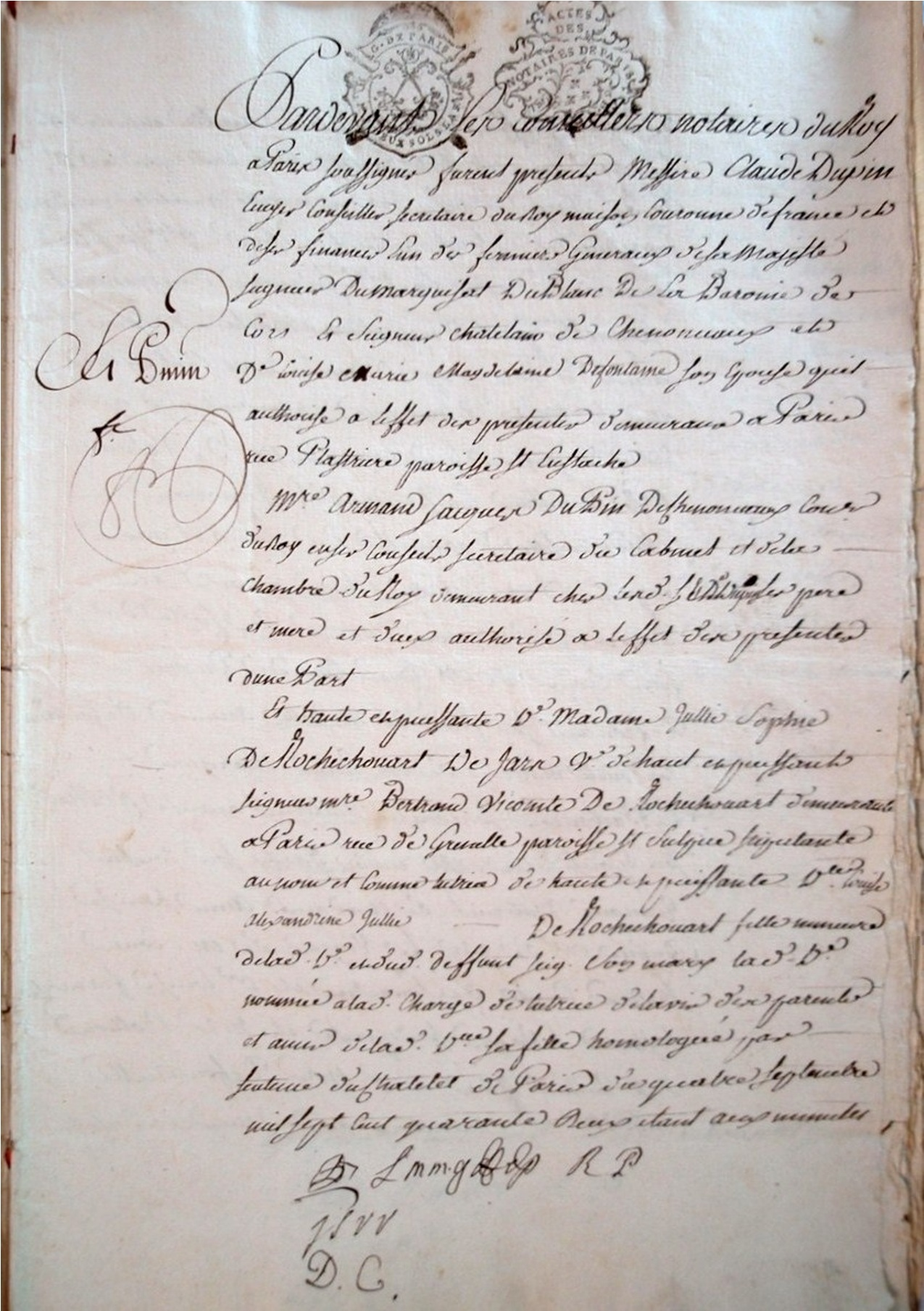
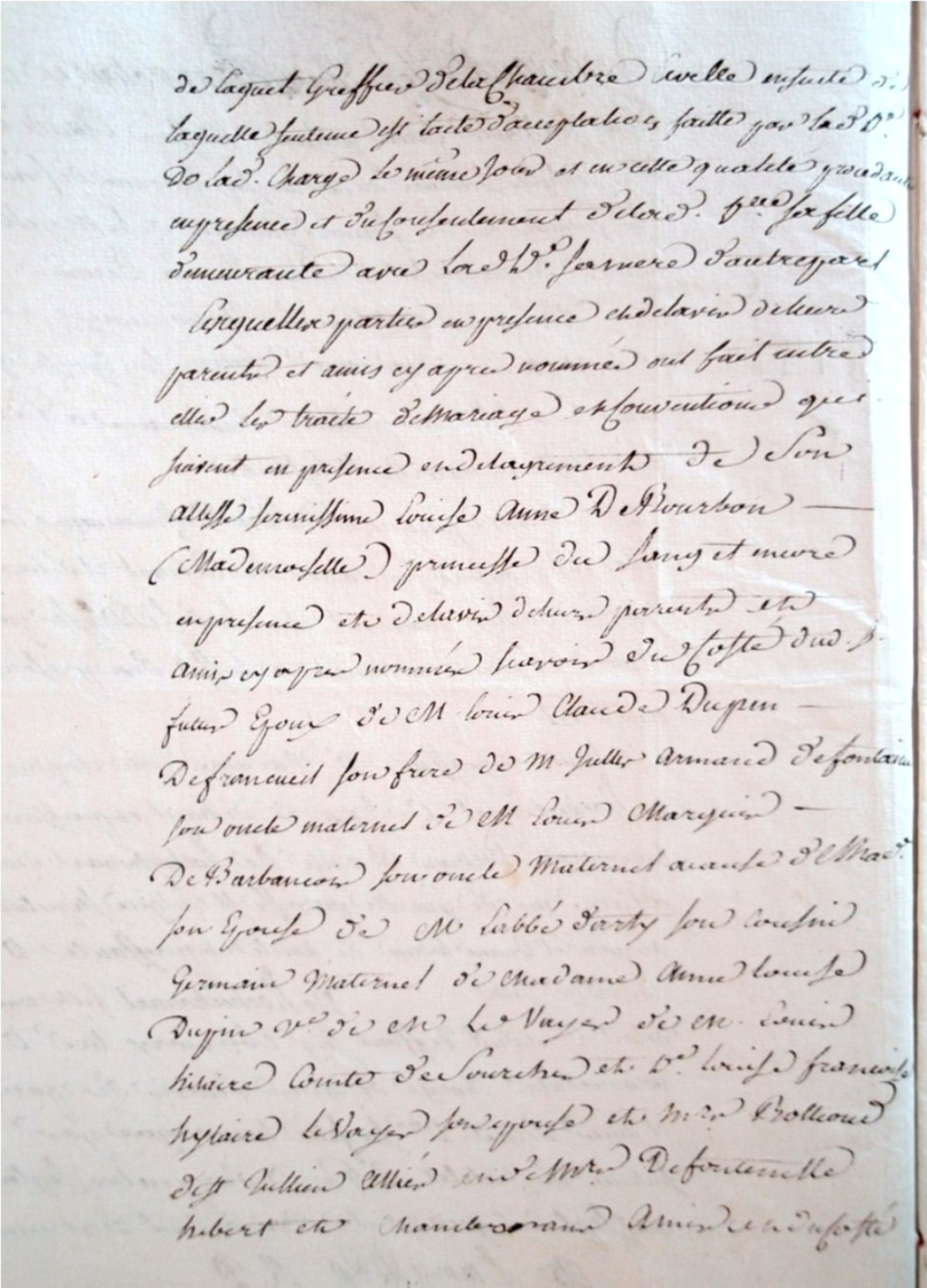
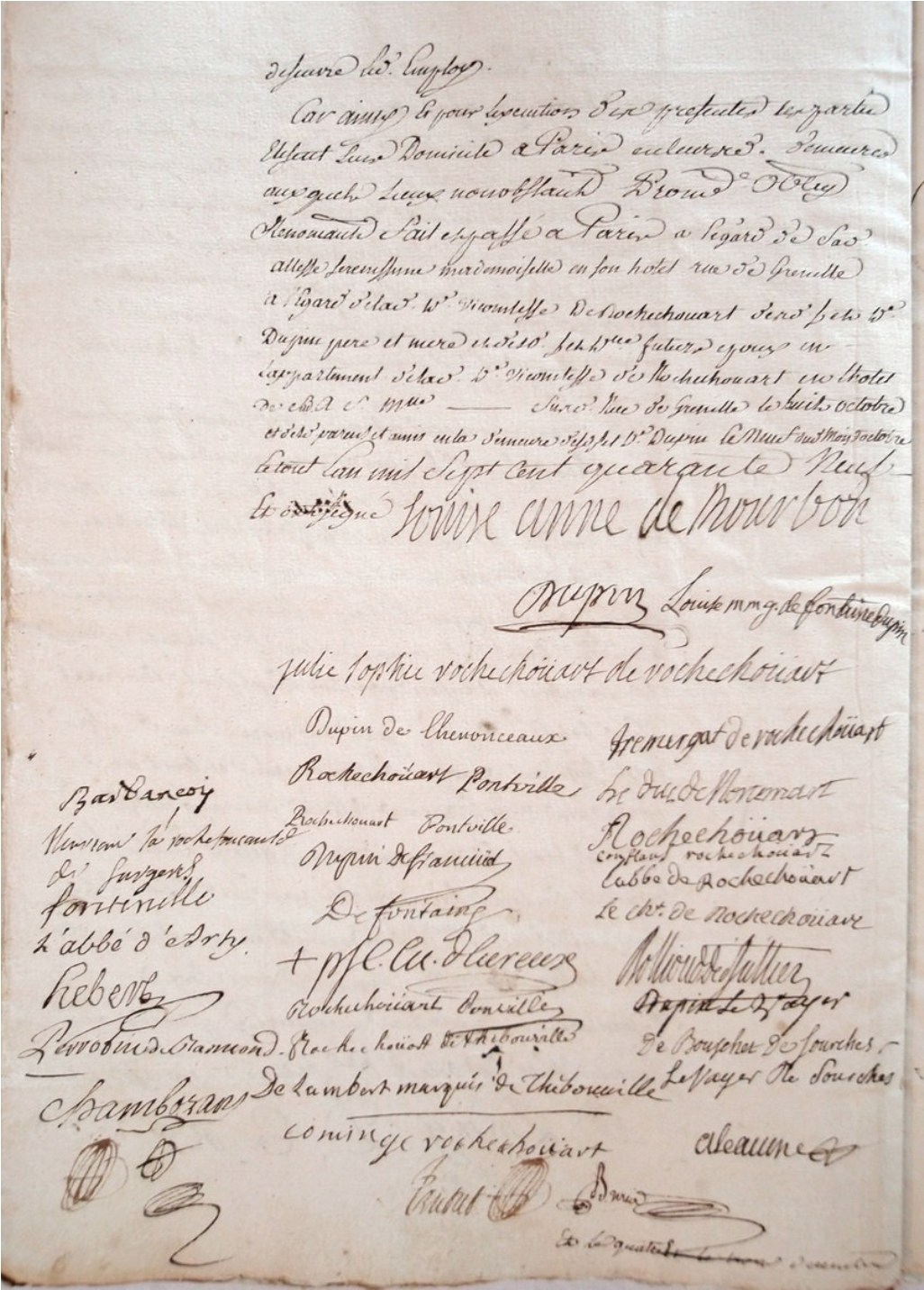

Source : Archives nationales.

### Dupin de Chenonceaux, l'ultime voyage
Jacques-Armand Dupin de Chenonceaux embarque à bord du navire le « Comte d'Artois » dans le port de Lorient, le 27 octobre 1765. Ce vaisseau a une capacité de 1 200 tonneaux et il est percé pour 64 canons mais il possède en réalité entre 24 et 26 canons effectifs. Il est construit à Lorient pour la Compagnie des Indes orientales le 20 novembre 1759. Il est armé pour la première fois et part le 26 mars 1760 à destination des Indes puis il est rentré à son port d'attache le 12 janvier 1764. 
Dupin de Chenonceaux, inscrit sur la liste des passagers, est arrivé à Lorient le 26 octobre 1765. Il n'a pas que des bons souvenirs dans cette ville maritime. En tant que fermier général adjoint de son père, il se révèle malavisé dans ses inspections, en particulier dans ce port breton. Le marquis d'Argenson rapporte : « À Lorient, il voulait faire payer les droits de la ferme aux pacotilles des matelots, et visiter des ballots qui étaient pour M. le duc d'Orléans. On a pensé le jeter dans la rivière. Il s'est enfui déguisé et a bien fait » !
Le registre du rôle des équipages et des passagers précise par ailleurs en ce qui le concerne : « à la table, à ses frais », ce qui sous-entend « à la table du capitaine et aux frais du voyageur » du fait de son rang social plus élevé. Il fallait d'autre part payer le prix forfaitaire de la traversée avant le départ.
Le « Comte d'Artois » est donc armé de nouveau et prend la mer une seconde fois le 27 octobre 1765 avec un équipage de 206 marins et un certain nombre de passagers clandestins,. Après une traversée de cinq mois, Jacques-Armand Dupin débarque à l'Îsle-de-France à Port-Louis, le 19 mars 1766.
Mais le bateau est pris dans un orage frontal — l'île est soumise à des intenses tempêtes caractérisées par des vents violents et de fortes pluies — et il s'échoue à l'entrée de Port-Louis au lendemain de son arrivée, le 20 mars 1766. L'échouage a causé la mort par noyade du charpentier de marine en second, Jean Jacob. Les mauvais présages s’accumulent pour le « Comte d'Artois » : l'aumônier et officier du navire, Charles-Antoine Aquard (ou Alard suivant le registre des sépultures) meurt à l'hôpital de la ville, le 26 mars 1766. Après le renflouement du vaisseau et les réparations nécessaires, il reprend son périple. Le bâtiment de la compagnie est rentré le 9 mai 1767 à Lorient, désarmé et transformé comme ponton. 
Dupin de Chenonceaux meurt de la fièvre jaune le 3 mai 1767 à l'âge de 40 ans, dans cette lointaine colonie.
|  |